# Talijanska kršćansko-socijalna stranka
Talijanska kršćansko-socijalna stranka bila je kršćansko-socijalna stranka u Italiji i Austro-Ugarskoj na poč. 20. st.
Nastala je za pontifikata Pija X., pod utjecajem povijesnih okolnosti i burnih političkih događaja tog doba. Imala je relativno mnogo pristaša. Materijalnu i duhovnu potporu dobivala je od Crkve, a i najvažniji i najagilniji aktivisti bili su svećenici. Njezin se program političkoga katolicizma u širemu povijesnom i političkom kontekstu temeljio na enciklici Rerum novarum, iz 1891., kojom je Leon XIII. potaknuo razvitak katoličkoga socijalnoga nauka, a time i pokreta. Kao politička stranka sudjelovala je na talijanskim parlamentarnim izborima 1907. i 1911.
U Istri je naglo porastao broj njezinih pristaša 1913., kada su se počele udruživati sve katoličke udruge i društva u većim mjestima obalne Istre (Rovinj, Poreč, Umag, Kopar, Piran, Izola i Labin). Socijalni program joj je bio prilagođen socijalnoj strukturi tih dijelova Istre: ribarima, težacima, sitnim zemljoposjednicima, slobodnim gradskim zanimanjima i inteligenciji. Zauzimala se za ograničenu agrarnu reformu, zaštitu sitnotrgovačkih i sitnoposjedničkih interesa. Ipak, nikad nije uspjela dobiti povjerenje većine u istarskom puku. Njezini su članovi vodili stalne polemike s talijanskim liberalima i socijalističkim pokretom. S liberalima su se razilazili u pitanjima talijanske iredentističke politike u Austriji te su ih liberali držali proaustrijskima (filoaustriaci). Nakon propasti Austro-Ugarske veći je broj njezinih pristaša prešao talijanskim socijalistima, a 1921. komunistima, dok se je dio njih pridružio Talijanskoj pučkoj stranci.